# Rivière Capousacataca
La rivière Capousacataca est un affluent de la rivière Mégiscane, coulant dans la partie nord-est du territoire de Senneterre (ville), dans la municipalité régionale de comté (MRC) de La Vallée-de-l'Or, dans la région administrative de l’Abitibi-Témiscamingue, au Québec, au Canada.
Le cours de la rivière traverse successivement les cantons de Charrette et Girouard.
La rivière Capousacataca coule entièrement en territoire forestier au nord-est de la limite réserve faunique La Vérendrye et du côté ouest du réservoir Gouin. La foresterie constitue la principale activité économique de ce bassin versant ; les activités récréotouristiques, en second.
La surface de la rivière est habituellement gelée du début de décembre à la fin d’avril. Le bassin versant de la rivière Capousacataca est desservi par la route forestière R0808 qui remonte cette vallée (d’abord du côté ouest, puis du côté est) jusqu’au sud-est du lac Charrette, où la route s’oriente vers le nord-est.

## Géographie
La rivière Capousacataca prend sa source presqu’à la limite nord de la région administrative de Abitibi-Témiscamingue, à l’embouchure du lac Valets.
L’embouchure de ce lac est localisé au fond d’une baie du Nord-Est à :
- 7,4 km au nord de la confluence de la rivière Capousacataca avec la rivière Mégiscane ;
- 53,8 km au nord-est de la confluence de la rivière Mégiscane avec le lac Parent ;
- 40,7 km au nord de la gare de Paradis du chemin de fer du Canadien National ;
- 64,7 km au nord-est de Senneterre.

Les principaux bassins versants voisins de la rivière Capousacataca sont :
- côté nord : rivière Wetetnagami, rivière Lecompte, rivière O'Sullivan ;
- côté est : rivière Achepabanca, rivière Mégiscane, lac Berthelot (rivière Mégiscane) ;
- côté sud : rivière Mégiscane, lac Girouard ;
- côté ouest : lac Tuillé, lac Wiashgami.

À partir de l’embouchure du lac Valets, la rivière Capousacataca coule sur 17,4 km selon les segments suivants :
- 5,2 km vers le nord-est, en formant une courbe vers l'ouest jusqu’à la rive nord d’un lac formé par un élargissement de la rivière ;
- 2,5 km vers le nord, puis vers le sud, en traversant un lac (longueur : km ; altitude : 390 m) formé par l’élargissement de la rivière, jusqu’à son embouchure ;
- 1,1 km vers le sud en traversant un lac Miglets (longueur : 1,9 km ; altitude : 378 m) ;
- 8,6 km vers le sud en coupant la route forestière R0808, jusqu'à la confluence de la rivière[2].

La rivière Capousacataca se décharge sur la rive ouest d’un coude de la rivière Mégiscane. Cette dernière coule généralement vers l'ouest en formant un grand crochet vers le sud. Elle est un affluent de la rive est du lac Parent (Abitibi). Ce dernier se déverse dans la rivière Bell, un affluent du lac Matagami lequel se déverse à son tour dans la rivière Nottaway, un affluent de la rive sud--est de la Baie James.
Cette confluence de la rivière Capousacataca avec la rivière Mégiscane est localisée en amont du lac Girouard. Plus précisément, la rivière Capousacataca se déverse à :
- 52,8 km au nord-est de la confluence de la rivière Mégiscane avec le lac Parent ;
- 30,6 km au nord-ouest de l’arrêt ferroviaire Foresyth du chemin de fer du Canadien National ;
- 63,3 km au nord-est du centre du village de Senneterre (ville) ;
- 73,4 km au sud-est du centre du village de Lebel-sur-Quévillon ;
- 2,4 km à l'est d’une baie de la rive est du lac Valets ;
- 71,9 km à l'ouest du réservoir Gouin.

## Toponymie
L’hydronyme rivière Capousacataca est d'origine amérindienne de la nation algonquine, signifiant « où il y a beaucoup de bois sec ». Ce toponyme est indiqué sur un document cartographique daté de 1940.
Le toponyme « rivière Capousacataca » a été officialisé le 5 décembre 1968 à la Commission de toponymie du Québec.